# Вакария
Вакария (порт. Vacaria)  —  муниципалитет в Бразилии, входит в штат Риу-Гранди-ду-Сул. Составная часть мезорегиона Северо-восток штата Риу-Гранди-ду-Сул. Входит в экономико-статистический  микрорегион Вакария. Население составляет 62 261 человек на 2006 год. Занимает площадь 2 123,674 км². Плотность населения — 29,3 чел./км².

## История
Город основан 22 октября 1850 года.

## Статистика
- Валовой внутренний продукт на 2003 составляет 552.880.882,00 реалов (данные: Бразильский институт географии и статистики).
- Валовой внутренний продукт на душу населения на 2003 составляет 9.213,91 реалов (данные: Бразильский институт географии и статистики).
- Индекс развития человеческого потенциала на 2000 составляет 0,805 (данные: Программа развития ООН).

## География
Климат местности: субтропический. В соответствии с классификацией Кёппена, климат относится к категории Cfb.